# Iria - Zeiram the Animation
Iria - Zeiram the animation (イ・リ・ア ゼイラム the Animation) est une série télévisée d'animation japonaise en 6 épisodes de 35 minutes, créée et réalisé en 1994 par Tetsuro Amino, character design par Masakazu Katsura, produit par Bandai et diffusée sous forme d'OAV, mettant en scène Iria, une chasseuse de prime.
La série sert de prologue au film original Zeiram réalisé par Keita Amemiya, et se déroule quelques années plus tôt, alors qu'Iria est encore une débutante ; le film raconte son premier affrontement face à l'inarrêtable Zeiram,.

## Synopsis
L'histoire commence avec Iria, apprentie chasseuse de prime auprès de son grand-frère Glen, et son équipier Bob. Ensemble, ils travaillent pour la société de sécurité Ghomwak dirigée par un chasseur plutôt rustre, nommé Fujikuro.
Durant une mission de sauvetage sur un vaisseau spatial en perdition, appelé le Karma, ils découvrent qu'un monstre, apparemment indestructible appelé Zeiram, s'est libéré de la soute et a massacré l'équipage. Bob est grièvement blessé par le Zeiram  alors qu'ils essayent d'évacuer les survivants et, tentant de détruire le Karma, Gren se perd dans le vaisseau. Finalement, Iria et Bob parviennent à s'échapper du vaisseau, juste avant l'explosion grâce au sacrifice de Glen.
Atterrissant sur la planète Myce, Iria se retrouve être la cible d'assassins à la solde de Tedan Tippedai, l'entreprise propriétaire du Karma. Elle découvre, alors, un complot visant à contrôler le Zeiram pour l'utiliser comme arme. Iria parvient à s'échapper avec l'aide de Fujikuro.
Ensemble, Iria, Fujikuro et Bob (qui, n'ayant pas survécu à ses blessures, a téléchargé son esprit dans un ordinateur) continuent d'enquêter sur les rumeurs indiquant que le Zeiram serait réapparu sur la planète Myce et de chercher des indices sur Gren qui aurait survécu à l'explosion du Karma.

## Doublage
| Personnage | Japonais        | Français        |
| ---------- | --------------- | --------------- |
| Iria       | Aya Hisakawa    | Barbara Delsol  |
| Glen       | Juurouta Kosugi | Adrien Antoine  |
| Bob        | Masaru Ikeda    | Benoît Allemane |
| Kei        | Mika Kanai      | Hervé Grull     |
| Fujikuro   | Shigeru Chiba   | Michel Vigné    |
| Zeiram     | Wataru Takagi   |                 |
| Puttubayd  | Al Muscari      | Serge Blumental |

## Médias
En France, la série Iria est distribuée en VHS via Kaze Animation. Les VHS sont publiées courant 1995 en version originales sous-titrées, la série est déclinée sur 3 VHS qui comportent chacunes 2 OAVs ,. La série Iria sera localisée deux années plus tard en 1997 en version française et diffusée sur Canal+ les 7, 14 et 28 novembre via l'émission « Manga Manga ».
VHS
- Vol. I, O.A.V 1 & 2
- Vol. II, O.A.V 3 & 4 (été 1995).
- Vol. III, O.A.V 5 & 6 (octobre 1995).

DVD
- Iria - Zeiram the Animation, Episodes 1-3 et Iria - Zeiram the Animation, Episodes 4-6 (sorti 2002 chez Kazé)
- Iria - Zeiram the Animation L'intégrale (sorti en 2005 chez Kazé), cette édition regroupe les deux DVD déjà sortis.

Bande originale
- Iria: Zeiram the Animation (sorti en 1996)
  - Opening Theme : "Tokete Iku Yume no Hate ni" (溶けていく夢の果てに, At the End of the Melting Dream?), chanté par Yayoi Gotō.
  - Ending Theme : "Yume wa Toi Keredō" (夢は遠いけれど, Although the Dream Is Far?), chanté par SAEKO.

## Jeux vidéo
Iria a été adapté en jeu vidéo sur la Super Famicom sous le titre Hyper Iria au Japon uniquement. Toutefois, il ne suivait pas l'histoire de l'OAV de manière scrupuleuse. Iria est également apparue comme personnage principal dans "Zeiram zone" pour PlayStation.

## À noter
La graphie originale du titre est Ｉ・Я・Ｉ・Ａ　ZЁIЯAM THE ANIMATION.
Le créateur des personnages (character designer), Masakazu Katsura est l'auteur-dessinateur de, entre autres, Wingman et Video Girl Ai.